# Mauritiuskirche (Altbulach)

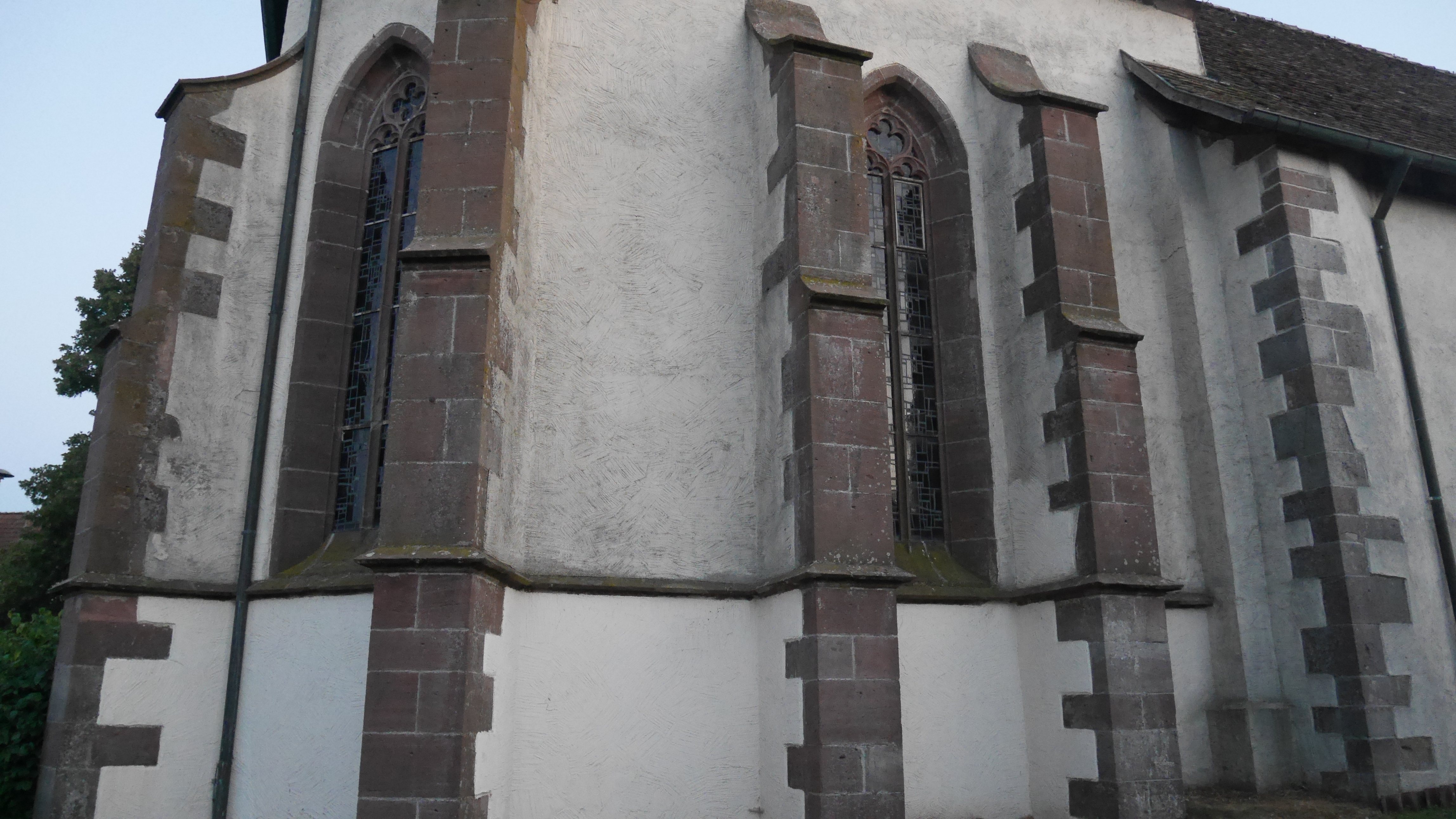
Mauritiuskirche Altbulach Chor

Die evangelische Mauritiuskirche in Altbulach, einem Teil der Gemeinde Neubulach, im Kreis Calw in Baden-Württemberg ist romanischen Ursprungs. Die mittelalterliche Wehrkirche wurde gotisch überformt und geht auf ein Beginen Kloster zurück.

## Geschichte
Die Gründung der Mauritiuskirche liegt vermutlich im 11. Jahrhundert. Der untere massive Teil des Turms und das Kirchenschiff gehören zum romanischen Bau. Ein Altartisch und zwei schmale Fensteröffnungen sind aus dem ursprünglichen Bau erhalten. Romanische Rundbogen sind an der Süd- und Nordwand sichtbar. 1445 ersterwähnt. Das Patrozinium St. Mauritius erhielt die Kirche 1508. In der zweiten Hälfte des 15. Jahrhunderts wurde der gotische Chor dem alten Kirchenschiff angefügt – vermutlich vom Kloster Hirsau ausgehend. Schlusssteine zeigen Maria mit dem Kind, das dornengekrönte Antlitz Christi und die Marterwerkzeuge der Passion, Dornenkrone und Kreuznägel. Farbige Blumenranken heben das Gewölbe. Blumen der Schöpfung als Symbole der Glaubenswelt finden Verwendung: Lilien als Zeichen der Reinheit und auch der Fürsorge Gottes. Dornen symbolisieren den Sündenfall.

## Beginenkonvent
Ein Beginenkonvent, eine klosterähnlichen Gemeinschaft von Frauen, die seit dem 14. Jahrhundert bis zur Reformation in Altbulach lebten, kamen in der Kirche zusammen. 1489 ist eine Klause mit Beginen erstmals erwähnt. In einigen Orten der Umgebung, wie in Wildberg, Effringen und Herrenberg, bildeten sich ebenfalls Schwesternschaften. Etwa zwölf ledige Frauen und Wittfrauen lebten in Altbulach. Sie trugen ein graues Gewand und bewohnten ihr gemeinsames Haus, das Klösterle, auf der Nordseite der Kirche. Dieses war nach der Überlieferung durch einen überdachten Gang mit der Kirche verbunden. So konnten sie durch das Nonnentörle, welches jetzt Eingangstür zur Empore höher gesetzt ist, an ihre gemeinsamen Plätze in der Kirche kommen. Beginen konnten Güter verpachten und einen eigenen Garten bewirtschaften. Die Bezeichnung Nonnengärten nördlich der Kirchhofmauer weist darauf hin. An der südlichen Außenwand der Kirche befindet sich eine Grabplatte, auf dem der Name Irmingardis mit dem Todesjahr 1393 eingehauen ist. Die Platte lag bis 1850 im Inneren der Kirche vor dem Altar. An solch hervorgehobener Stelle wurden im Mittelalter nur Persönlichkeiten bestattet, die sich durch ein heilig gemäßes Leben ausgezeichnet oder große Verdienste für die Allgemeinheit erworben haben. Es wird angenommen, dass Irmingardis eine besonders wichtige Priorin, vielleicht sogar die Stifterin des Beginenhauses war.

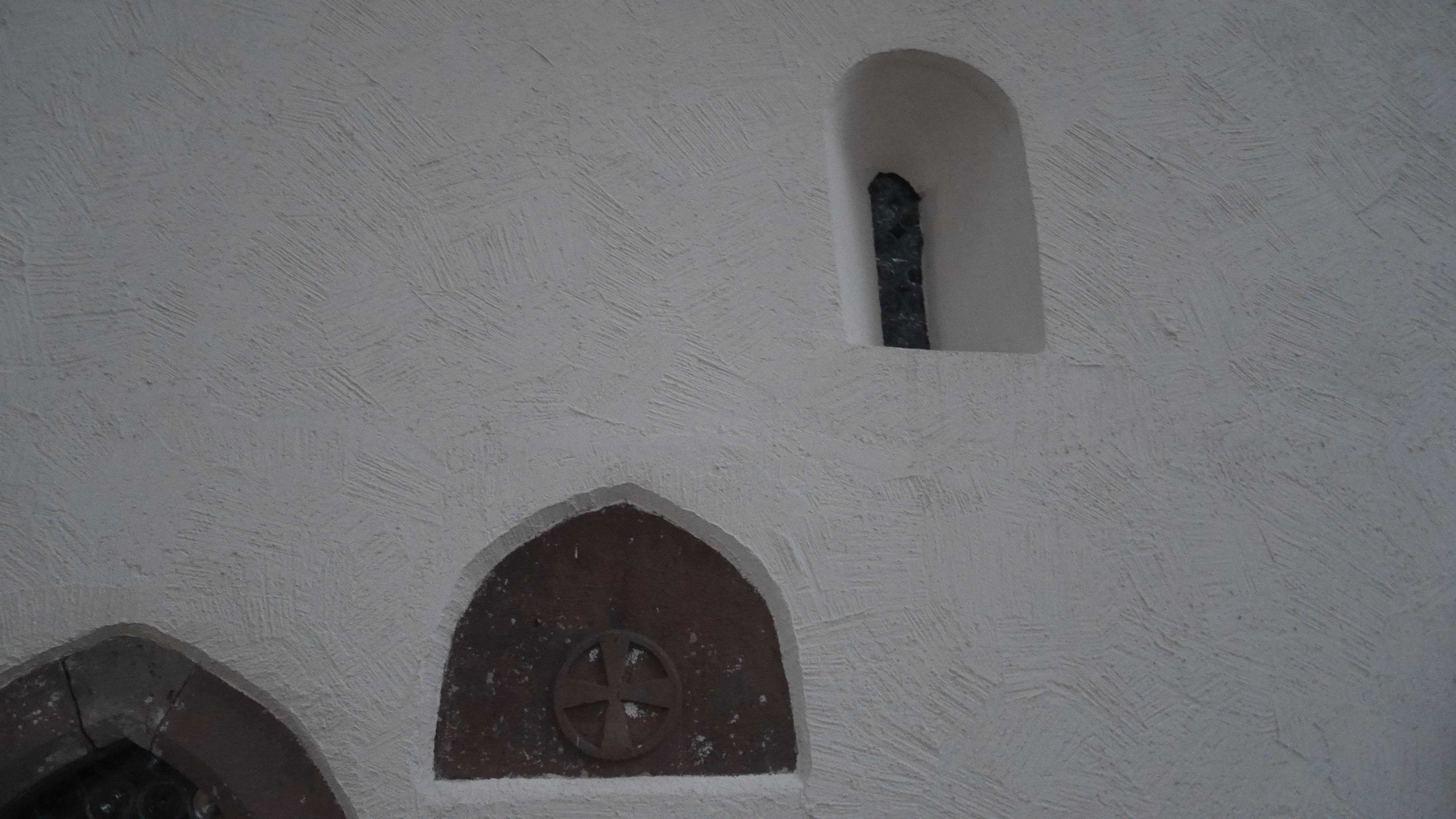
Rundbogenfenster Scheibenkreuz
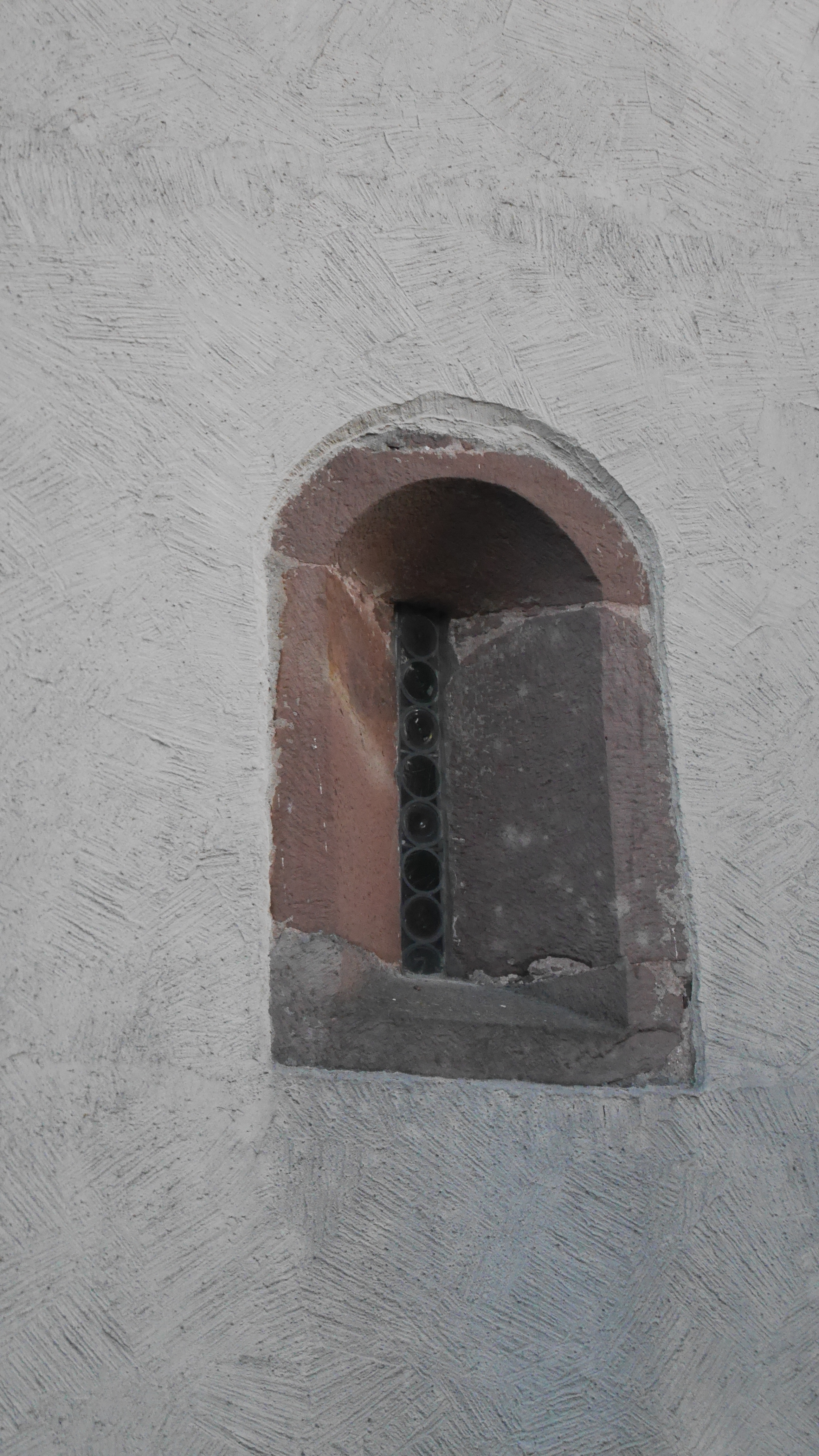
Altbulach Fenster